# Ясашнов, Михаил Фёдорович
Михаил Фёдорович Ясашнов (1843, Спасск-на-Студенце, Тамбовская губерния — 13 марта 1909, Москва) — русский фабрикант; книгоиздатель и благотворитель; деятель старообрядчества.

## Биография
Родился в 1843 году в городе Спасске, в Тамбовской губернии, в старообрядческой семье шапочника.
С детства работал — сначала на хозяев, затем завел собственное дело, нажил капитал и обосновался в Москве. Здесь занимался торговлей и производством, в частности, ему принадлежала московская фабрика фотопластинок «Слава».
Широкую известность Ясашнову принесла большая общественная и благотворительная деятельность. В 1891 году он стал директором Московского комитета попечительства о тюрьмах. В 1896 году Михаил Фёдорович вместе с известным протоиереем отцом Иоанном Кронштадтским положили основание благотворительному фонду «оказания помощи фотографам, лишившимся по несчастным обстоятельствам или болезни способности к труду», который был образован при Российском фотографическом обществе. В 1893—1908 годах был гласным Московской городской думы; в 1902 году избран выборным Московского купеческого общества. Много лет был членом думского благотворительного тюремного комитета, членом Общества вспомоществования нуждающимся студентам технического училища, членом Лефортовского попечительства о бедных и других благотворительных учреждений.
Будучи старообрядцем, Ясашнов в 1908 году в Москве организовал Никольско-рогожскую старообрядческую общину христиан (беглопоповцев), которой принадлежало два храма — во имя великомученицы Екатерины (до 1910 года находился на Ирининской улице, 56; затем был перенесен в Девкин переулок — ныне Бауманская улица, 18) и святителя Николы при доме Худяковых (с 1912 года размещался на Малой Андроньевской улице, 15). Свои мысли о будущем старообрядчества Михаил Фёдорович изложил в труде «Наше старообрядчество. Его ближайшие задачи и основные стремления», изданном в 1908 году. Также Ясашнов был и книгоиздателем, при его поддержке было выпущено много духовно-нравственной, апологетической и богослужебной литературы.
Жил в Москве в собственном доме в Посланниковом переулке, строение № 4. Умер 13 марта 1909 года в Москве. Похоронен на Рогожском кладбище. Некролог М. Ф. Ясашнову был опубликован в журнале «Церковь», № 12 за 1909 год).